# Ілопрост
Ілопрост (МНН: Iloprost) — синтетичний аналог простацикліну I2, взаємодіє з простагландиновими рецепторами PTGER1, PTGER2, PTGER3, PTGER4. Інгібітори тромбоксану.
Належить до групи антиагрегантів, ATX — B01A C11 Ілопрост

## Види

### Інгаляційний Ілопрост
Має вазодилатуючу та антипроліферативну дію. Викликає внутрішньоклітинне підвищення цАМФ, призводячи тим самим до зниження легеневого судинного опору за рахунок вазодилатації, та зниження проліферації гладких м'язових клітин легеневих судин. Є потужним інгібітором тромбоксану, за рахунок чого зменшує його вазоконстриктивну, мітогенну та прокоагулянтну активність. На практиці простацикліни не мають достовірно успішного результату в лікуванні ЛГ, пов'язаної із захворюваннями лівих відділів серця. Дещо кращі результати в лікуванні ЛГ має інгаляційний Ілопрост.

### Інфузійний Ілопрост
Ілопрост також доступний у формі для внутрішньовенного введення, розроблений і проданий Schering AG під торговою назвою Ilomedine. Ілопрост зазвичай вводять у розведеному вигляді через периферичну вену або центральний венозний катетер. Розведений Ілопрост слід вводити за допомогою системи доставляння з точною швидкістю, такої як шприц-привід. Дози варіюються залежно від людини, оскільки побічні ефекти переносяться одними пацієнтами краще, ніж іншими. Тривалість лікування зазвичай становить 3 дні. Зазвичай це повторюється кожні 8-12 тижнів.

## Протипокази
Нестабільна стенокардія; період впродовж 6 місяців після інфаркту міокарда; декомпенсована серцева недостатність (якщо не під ретельним наглядом лікаря); важкі аритмії; вроджені або набуті вади серцевого клапана; протягом 3 місяців після цереброваскулярних подій; легенева венооклюзійна хвороба; стани, що підвищують ризик кровотечі.

## Побічна дія
У клінічних дослідженнях поширені побічні реакції, спричинені інгаляційним ілопростом, включали: розширення судин (припливи, 27 %), кашель (39 %), головний біль (30 %), синдром грипу (14 %), нудоту (13 %), спазми шиї (12). %), гіпотонія (11 %), безсоння (8 %) та непритомність (синкопе) (8 %); інші серйозні побічні ефекти, про які повідомлялося при застосуванні Ventavis, включали застійну серцеву недостатність, біль у грудях, суправентрикулярну тахікардію, задишку, набряки кінцівок (особливо навколо щиколоток і стоп) і ниркову недостатність.
Серйозні побічні ефекти, про які повідомлялося при застосуванні ілопросту для інгаляцій, включають застійну серцеву недостатність, біль у грудній клітці, суправентрикулярну тахікардію, задишку, периферійні набряки та ниркову недостатність.